# ヨナス・マレデ
ヨナス・マレデ（Yonas Malede, 1999年11月14日 - ）は、イスラエル・ハイファ地区キリヤット・ピアリク出身のサッカー選手。ベルギー・ファースト・ディビジョンA・KVメヘレン所属。ポジションはFW。

## クラブ経歴
2018年にマッカビ・ネタニヤFCのトップチームに昇格。2月25日のイスラエル・プレミアリーグのマッカビ・ハイファFC戦でプロデビューを飾ると、翌3月4日のハポエル・アシュケロンFC戦では、プロ2戦目にして初ゴールを記録。以降出場機会を増やし、2019-20シーズンは32試合2ゴール。2020-21シーズンは、シーズン途中まで14試合の出場で7ゴールを決めた。
2021年1月19日、KAAヘントと4年半の契約を締結。5月19日のUEFAヨーロッパリーグ出場プレーオフのスタンダール・リエージュ戦で移籍後初ゴールを決めた。
2022年6月15日、KVメヘレンに3年契約で移籍した。

## 代表歴
2018年からU-21のイスラエル代表に招集され、2020年にはUEFA U-21欧州選手権2021の予選にも出場した。
2021年6月5日、モンテネグロ代表との親善試合でA代表初出場。

## 人物
- マレデの一家はベタ・イスラエルと呼ばれるユダヤ人と黒人とのクォーターで、エチオピアにルーツを持っている。